# 수산리 고분
수산리 고분(水山里古墳)은 남포특별시 강서구역에 위치한 고구려 고분이다.

## 발굴 및 특징
1971년 발굴되었는데, 발굴 당시 밑바닥에서는 사람 뼈조각과 관못이 몇 개 나왔을 뿐 다른 것은 없었다. 관·관못·뼈조각이 흩어지고 돌들이 깨어져 오래전에 도굴당한 것으로 추측되었다. 삼각고임의 일부와 천개석은 파괴되었으며, 북쪽 벽과 동쪽 벽의 벽화도 일부 손상을 입었다. 남은 부분의 벽화는 비교적 잘 보존되어 있다.
고분은 화강암을 써서 만든 연도와 묘실로 만들어진 단실분이다. 천장은 고구려 고분의 일반적인 형식인 평행삼각고임 천장으로 3단의 평행고임 위에 두 단의 삼각고임을 하고 복판에 천개석을 놓은 것이다.

## 벽화
벽화는 인물풍속도(생활풍속도)를 주제로 하고 있다. 배치상태를 보면 연도에는 문지기 장수를 그렸으며, 북쪽 벽에는 주인공 부부가 장막을 친 화려한 방에서 남녀시중군들의 시중을 받으면서 호화스러운 생활을 하는 장면을 그렸는데, 위에는 남자들의 행렬, 아래에는 수레를 타고 가는 행렬을 그렸다. 서쪽 벽 역시 위아래 두 부분으로 나누어, 위에는 주인공 부부가 남녀시중군들을 거느리고 교예를 구경하는 장면을, 아래에는 남자들의 행렬과 양산을 든 인물, 말 등을 그렸다. 남쪽 벽에는 누런 겉옷을 입은 주인공이 양산을 받으면서 나가는 장면을 그렸다.